# K̤
K̤ (minuscule : k̤), appelé  K tréma souscrit, est un graphème qui était utilisé dans la romanisation ALA-LC du copte. Elle est composée de la lettre K diacritée d’un tréma souscrit.

## Utilisation
Le K tréma souscrit était utilisé pour translittérer la lettre copte ‹ Ⲹ ›. Il est aussi utilisé dans la translittération de l’alphabet mandéen pour la lettre ‹ ࡊ࡙ ›.
Le K tréma souscrit est utilisé par Charles de Foucauld dans son dictionnaire touareg.
Dans l’alphabet phonétique international, la combinaison des symboles ‹ k › et le tréma, [k̤], transcrit une consonne occlusive vélaire sourde murmurée.

## Représentations informatiques
Le K tréma souscrit peut être représenté par les caractères Unicode suivant :
- décomposé (latin de base, diacritiques) :

| formes    | représentations | chaînes de caractères | points de code | descriptions                                         |
| --------- | --------------- | --------------------- | -------------- | ---------------------------------------------------- |
| majuscule | K̤               | K◌̤                    | U+004B U+0324  | lettre majuscule latine k diacritique tréma souscrit |
| minuscule | k̤               | k◌̤                    | U+006B U+0324  | lettre minuscule latine k diacritique tréma souscrit |

## Sources
- (en) « Coptic », dans ALA-LC Romanization Tables: Transliteration Schemes for Non-Roman Scripts, 2014 (lire en ligne)
- Charles de Foucauld, Dictionnaire touareg – français, Paris, Imprimerie nationale, 1951–1952 (Wikisource)
- (en) Michael Everson, Proposal for encoding the Mandaic script in the BMP of the UCS (no N3485R, L2/08-270R), 4 aout 2008 (lire en ligne)